# Walter Tiemann

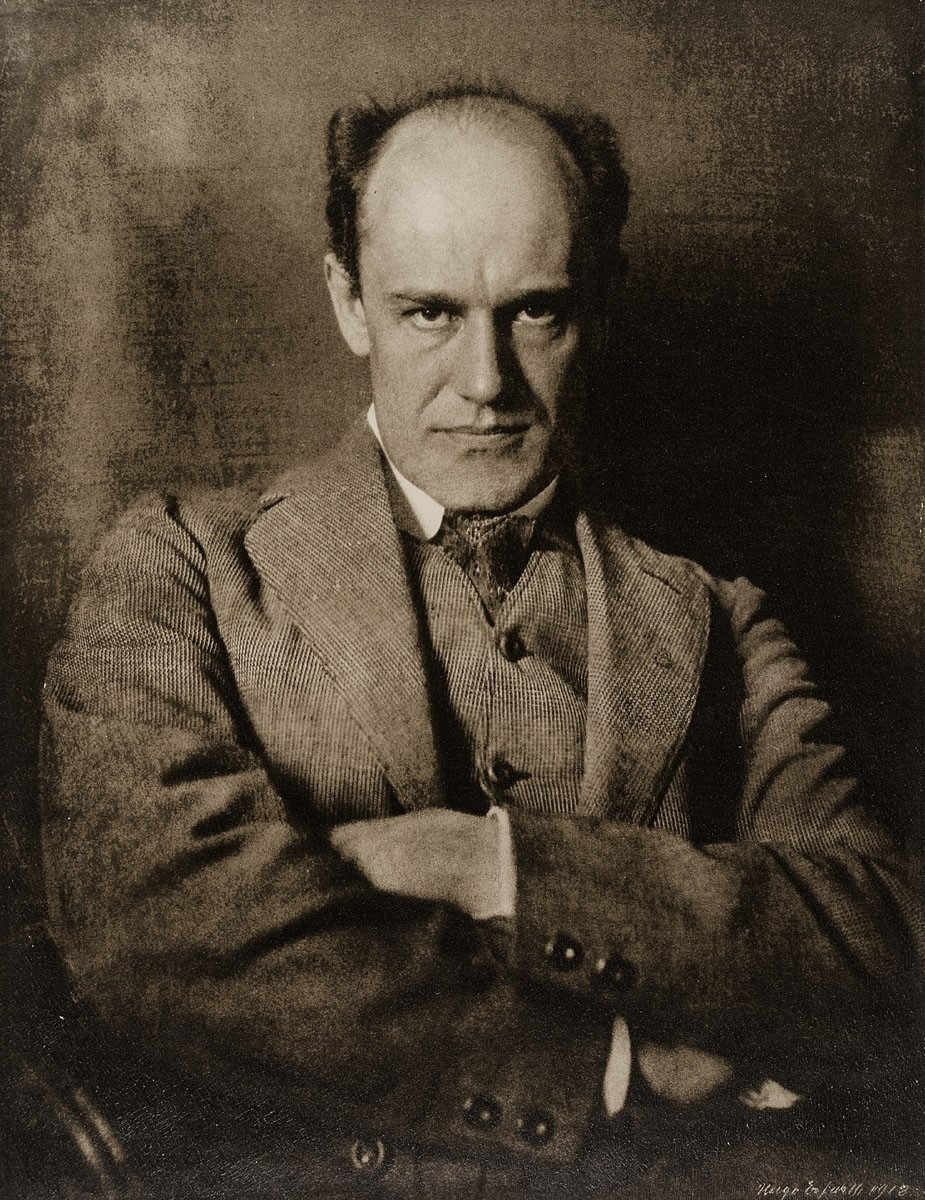
Walter Tiemann in 1912

Walter Tiemann (Delitzsch,  29 januari 1876 – Leipzig, 12 september 1951) was een Duits boekbandontwerper, letterontwerper, typograaf, graficus en illustrator. 
In 1887 verhuisde het gezin naar Leipzig, waar Walter Tiemann in 1894 ging studeren aan de Königlichen Kunstakademie und Kunstgewerbeschule. Na twee jaar verhuisde hij naar Dresden, later gevolgd door een studie bezoek aan Parijs . 
In 1897 won hij een affiche-wedstrijd voor de Saksische-Thüringer tentoonstelling in 1903. Men deed een beroep op hem om leraar te worden voor het gehele gebied van de handel in boeken, de illustratie van vrije en toegepaste grafiek aan de Königliche Akademie für Graphische Künste und Buchgewerbe in Leipzig. In 1905 kwam het contact met de Offenbacher lettergieterij Gebroeders Klingspor tot stand. In 1907 richtte hij samen met zijn vriend, sinds zijn jeugd, Carl Ernst Poeschel de Janus Presse op, de eerste Duitse private pers.
In 1920 werd hij directeur van de Leipziger Akademie en ontving op zijn 50e verjaardag in 1926 een eredoctoraat van de Universiteit van Leipzig. De jaren twintig waren nog steeds een moeilijke tijd. De jonge generatie kwam in conflict met de vertegenwoordigers van de elementaire typografie, met name Jan Tschichold, die eerder met Tiemann, Hermann Delitsch en Hugo Steiner-Prag had gestudeerd. In 1940, ging Walter Tiemann, met voorlopig pensioen. Na de oorlog in 1945 werd hij opnieuw waarnemend hoofd van de academie tot februari 1946. 
Walter Tiemann werkte voor 1914 voor de uitgeverij Insel Verlag (vanaf ongeveer 1903), Julius Zeitler Verlag (1904-1912) en Hans von Weber Publishing / Hyperion Verlag Hans von Weber (1906-1922). Daarnaast werkte hij voor Rütten & Loening in Potsdam, Fischer Verlag in Frankfurt, Eugen Diederichs in Jena, Albert Langen Verlag in München en voor Rowohlt Verlag. Tiemann's letterontwerpen, titels, en logo's markeren de overgang van de art-nouveau-boekversiering naar typografische boekontwerpen, zonder decoratie, zoals we dat heden kennen. Belangrijk voor hem waren de vriendschappen met de drukkerij-eigenaar Carl Ernst Poeschel en de lettergieterij exploitant Karl Klingspor.

## Lettertypen ontworpen door Tieman
- Janus-Pressen-Schrift (1907) (met Carl Ernst Poeschel)
- Tiemann-Mediäval (1906–1909)
- Tiemann-Mediäval kursiv (1910–1912)
- Tiemann-Fraktur (1912–1914)
- Peter Schlemihl (1912–1914)
- Narziß (1915–1921)
- Tiemann-Gotisch (1917–1924)
- Tiemann Antiqua (1922–1923)
- Tiemann-Antiqua-kursiv (1923–1925)
- Kleist-Fraktur (1926–1928)
- Fichte-Fraktur (1933–1935)
- Orpheus (1926–1928)
- Daphnis (1928–1929)
- Orpheus kursiv (1929–1935)

Alle lettertypen werden vervaardigd bij Gebr. Klingspor, Offenbach

## Bron
- Artikel in Duitstalige Wikipedia

- Bibliothèque nationale de France: cb12705469x (data)
- Gemeinsame Normdatei: 117378445
- International Standard Name Identifier: 0000 0001 1691 2942
- KulturNav: 2b1003d1-441e-457f-b8dd-2fef39dab812
- Library of Congress Control Number: nr96034855
- Nationale Bibliotheek van Tsjechië: xx0075259
- Nationale Bibliotheek van Israël: 987007291938705171
- Nederlandse Thesaurus van Auteursnamen: 068143869
- RKD-Nederlands Instituut voor Kunstgeschiedenis: 232936
- Système universitaire de documentation: 113569548
- Union List of Artist Names: 500174788
- Virtual International Authority File: 98260532
- WorldCat: E39PBJpv6bP4d6G7DCJYYP7j4q